# PlayStation 5
De PlayStation 5 (afgekort: PS5) is een spelcomputer die is ontwikkeld door Sony Interactive Entertainment. De vijfde generatie PlayStation en opvolger van de PlayStation 4 werd in april 2019 aangekondigd door Sony. De PlayStation 5 is op 12 november 2020 uitgebracht in de Verenigde Staten, Japan, Canada, Mexico, Australië, Nieuw-Zeeland en Zuid-Korea. De rest van de wereld volgde een week later op 19 november.

## Geschiedenis

### Ontwikkeling
Het eerste nieuws van de PlayStation 5 kwam van hoofdarchitect Mark Cerny, in een interview met het tijdschrift Wired in april 2019. Begin 2019 bevestigde het financiële rapport van Sony dat nieuwe hardware van de volgende generatie in ontwikkeling was, maar niet eerder dan april 2020 zou worden verzonden. In een tweede interview met het tijdschrift Wired in oktober 2019 zei Sony dat het van plan is tegen eind 2020 de console van de volgende generatie wereldwijd te leveren. Op CES 2020 onthulde Sony het officiële logo voor het platform, dat de vergelijkbare minimalistische stijl van de vorige PlayStation-consoles en het merk volgt. Volledige specificaties werden gegeven in een online presentatie door Cerny en gepubliceerd door Sony en Digital Foundry op 18 maart 2020.
De spelcomputer moest tijdens de ontwikkelfase gaan beschikken over een solid state drive voor opslag en Ultra HD-blu-ray-discs met minimaal 100 gigabyte aan opslagruimte ondersteunen. Daarnaast ging de spelcomputer over ray tracing beschikken, waardoor lichteffecten nog realistischer worden. Deze techniek wordt bewerkstelligd door de GPU (grafische processor) en niet softwarematig.

### Onthulling
Op 7 januari 2020 werd tijdens de Consumer Electronics Show (CES) het officiële logo van de PlayStation 5 onthuld.
Op 18 maart 2020 werd er een presentatie gehouden, getiteld "The Road to PS5", die meer over de technische gegevens uitleg gaf.
Op 7 april 2020 werd de controller DualSense aangekondigd.
Op 11 juni 2020 werden meerdere games en de console zelf onthuld op Sony's evenement 'The Future of Gaming'. Op 16 september 2020 werden meerdere games, de prijzen en de releasedatum onthuld.
Op 12 november 2020 werd PlayStation 5 gelanceerd in Amerika en Japan; een week later volgde Europa. Vanwege de coronapandemie werd er naar elke winkel slechts een beperkte levering gestuurd. Om dit te compenseren gaf Sony een gratis exemplaar van het spel Ratchet & Clank weg via de PlayStation Store, een initiatief dat later uitgebreid werd met meerdere games. Zo konden bezitters van de console tijdens de pandemie kosteloos gebruikmaken van een aantal games.
De spelconsole kreeg een adviesprijs van € 549 en € 449 voor respectievelijk de PlayStation 5 en de Digitale Editie.

### Tekorten
Na de aankondiging op 16 september werden er massaal vooruitbestellingen (pre-orders) door winkeliers geplaatst. Hieronder waren ook doorverkopers actief. Dit zorgde ervoor dat de gehele voorraad was uitverkocht en leidde tot enige verwarring. Sony bood excuses aan en beloofde de voorraad snel aan te vullen.
Wereldwijd konden klanten maar moeilijk aan de spelconsole komen, onder meer door een chiptekort in 2020 en opvolgende jaren. Ten tijde van release was er vanwege de coronapandemie een grote vraag naar spelcomputers. Handelaren en doorverkopers maakten gebruik van deze tekorten door de spelcomputer voor zeer hoge prijzen aan te bieden.
Sony verwachtte weer voldoende voorraad te hebben vanaf 2023. Het bedrijf kondigde echter in 2022 een prijsverhoging van 20% aan, als gevolg van de mondiale inflatie.

### Ontvangst en verkoop
De PlayStation 5 werd positief ontvangen door het publiek. Men prees de DualSense-controller, evenals het voorgeïnstalleerde spel Astro's Playroom en de exclusieve titels Spider-Man: Miles Morales en Demon's Souls.
Het ontwerp van de spelconsole werd gemengd ontvangen. Zo werden onder meer de grootte en de afwijkende vorm genoemd als kritiekpunten. Men was positief over de raytracing-functie, snelle SSD en 120Hz-beeldfrequentie.
Twee weken na uitgave maakte Sony bekend dat de PlayStation 5 de bestverkochte PlayStation was met één miljoen verkochte exemplaren in Japan, waar de PlayStation 4 dit aantal pas bereikte na een jaar. Eind 2020 was de spelconsole inmiddels 4,5 miljoen keer over de toonbank gegaan. Dit aantal bereikte in juli 2021 de 10 miljoen exemplaren. Twee jaar later, in juli 2023, waren er 40 miljoen spelcomputers verkocht.

## Hardware
De PlayStation 5 wordt aangedreven door een zelf-ontworpen system-on-a-chip (SoC) die in samenwerking met AMD is ontwikkeld. De chip bevat acht kernen (cores) en draait op een variabele frequentie van maximale 3,5 GHz. De ingebouwde GPU is gebaseerd op AMD's RDNA 2-architectuur en heeft 36 rekeneenheden op een frequentie van 2,23 GHz.

### Technische gegevens

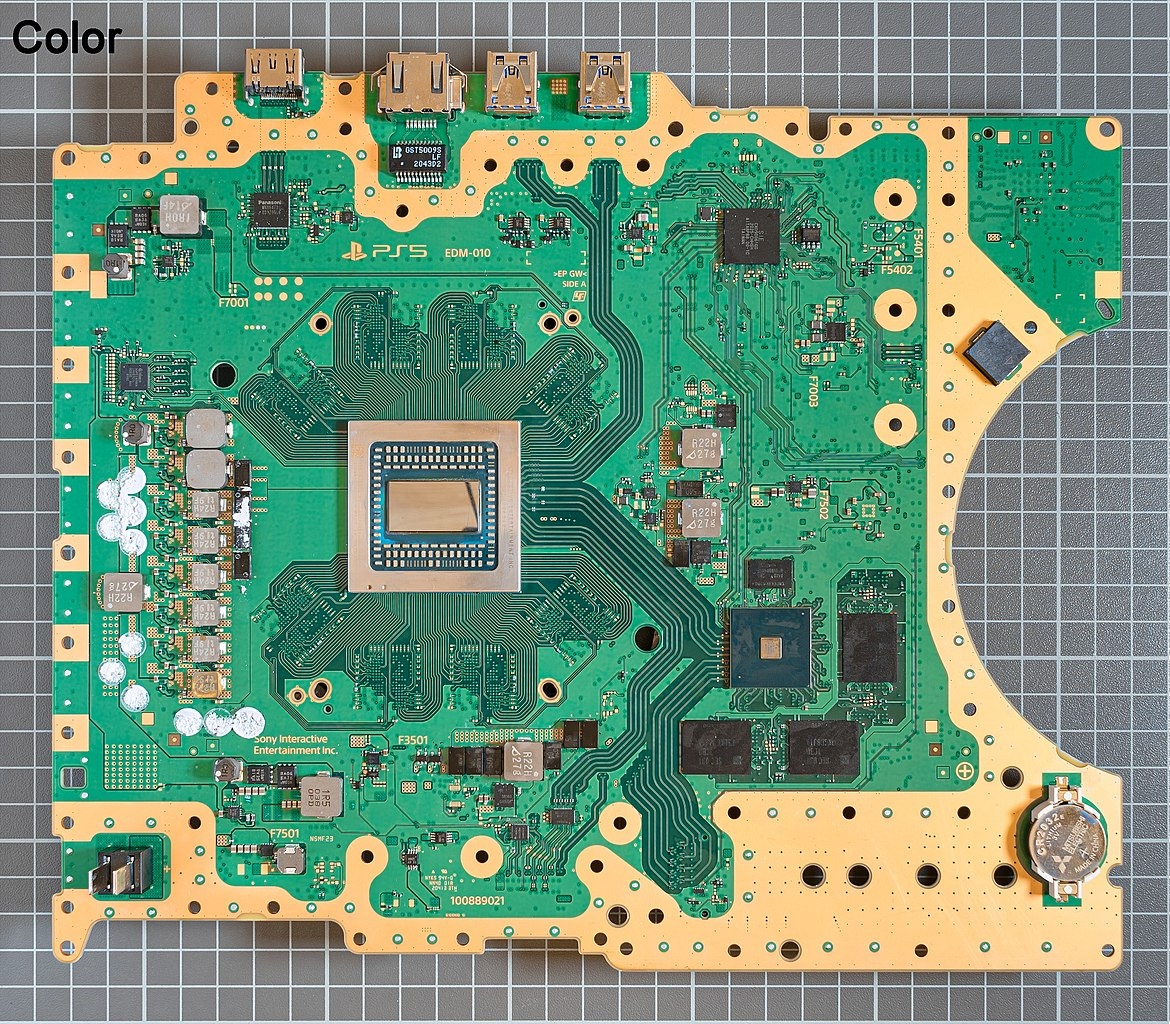
Moederbord van een PlayStation 5

- Processor: aangepaste Zen 2-architectuur met 8 cores
  - Klokfrequentie: variabel, maximaal 3,5 GHz
- Grafische processor: AMD RDNA 2-architectuur met 36 rekeneenheden
  - Klokfrequentie: 2,23 GHz
- Werkgeheugen: 16 GB GDDR6, 256 bit
- Interne opslag: SSD van 825 GB, Slim-versie: 1 TB
  - Bandbreedte: 448 GB/s
  - Bussnelheid: 5,5 GB/s, typisch: 8 tot 9 GB/s (gecomprimeerde data)
- Externe opslag: NVMe M.2 (PCI Express 4.0) SSD
- Schijfeenheid: Ultra HD Blu-Ray
- Video: 720p, 1080p, 1440p, 4K, 8K
- Audio: Dolby Atmos, 7.1 surround sound, DTS:X
- Wifi 802.11 b/g/n/ac/ax
- Gigabit ethernet
- HDMI 2.1
- Afmetingen: 390 mm × 260 mm × 104 mm (l × b × h)
- Maximaal vermogen: 350 W
- Gewicht: 4,5 kg

### Controller

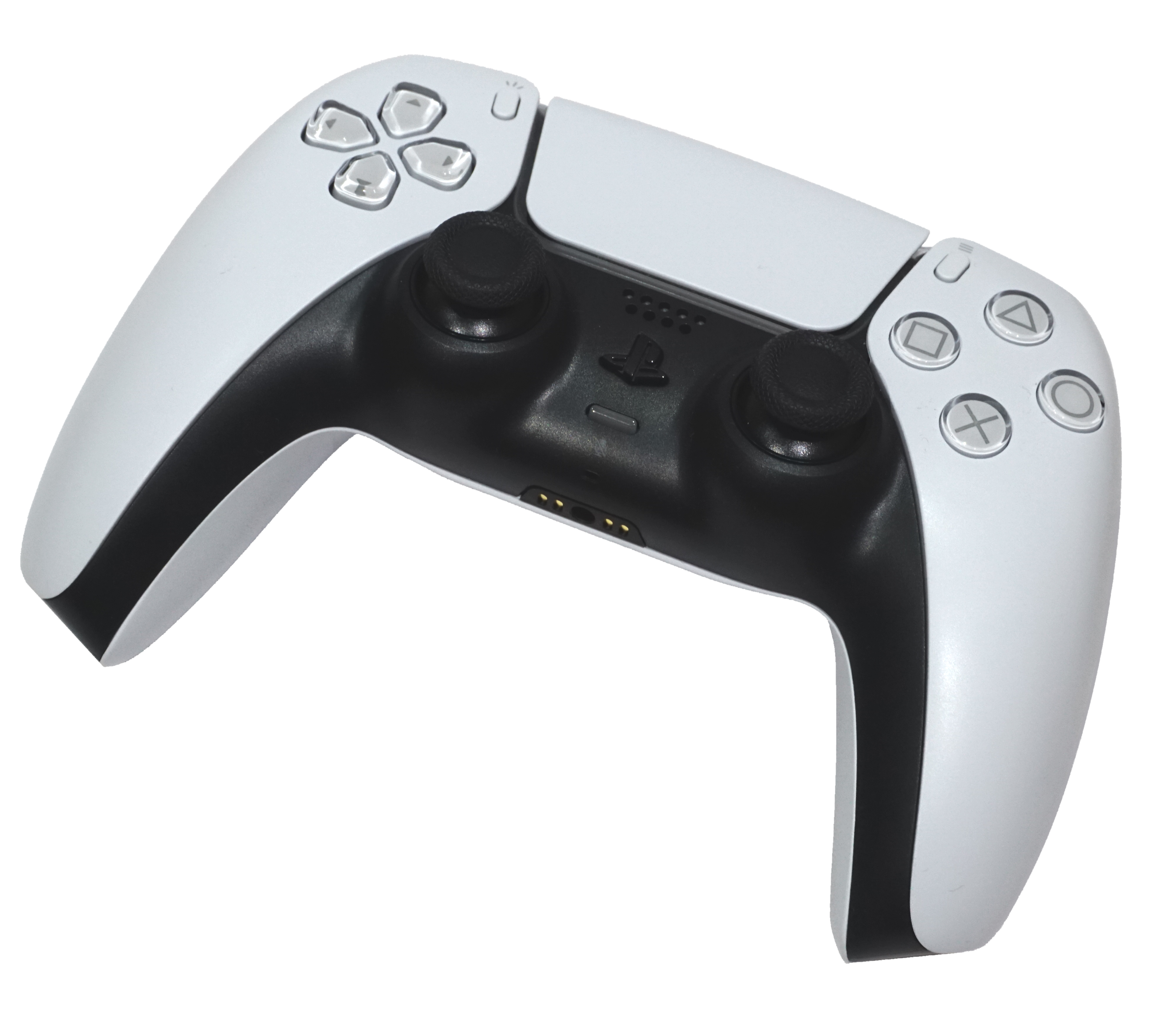
DualSense-controller

De vernieuwde controller verscheen onder de naam DualSense. Het beschikt over adaptieve schouderknoppen en betere vibratiemotoren, waarbij de druk van de knoppen aangepast kan worden en het meer of minder kracht kan vergen om deze knoppen in te drukken.
De grotere batterij en de nieuwe haptische motoren verhogen het gewicht van de controller vergeleken met de DualShock 4. De controller heeft een microfoon, ingebouwde luidsprekers, en een hoofdtelefoonaansluiting.

### Updates
In augustus 2021 en in augustus 2022 verschenen geüpdatete versies van de spelcomputer die door een kleinere koelvin qua gewicht iets lichter zijn.
In november 2023 bracht Sony een Slim-uitvoering van zowel de normale PlayStation 5 als de Digitale Editie. De interne opslag werd verhoogd van 825 GB naar 1 TB. Verder nam het gewicht af naar 3,2 kg en 2,6 kg (digitale editie).
Eind 2024 verschenen 30th anniversary editions van de PlayStation 5 Digital edition en de PlayStation 5 Pro in beperkte oplage. De modellen zijn uitgevoerd in een grijze behuizing en hebben aangepaste stickers. Ook bijbehorende DualSense, DualSense Edge en PlayStation Portal controllers kwamen beschikbaar.

## Uitvoeringen
De PlayStation 5 is beschikbaar in twee varianten, namelijk: PlayStation 5 Disk Editie en PlayStation 5 Digitale Editie. Bij de digitale editie is er geen mogelijkheid tot het inwerpen van cd's, dvd's en blu-rayschijven. Sony biedt dit model tegen een iets lagere prijs aan, voor het uitsluitend digitaal downloaden van spellen. Bij de disk-editie is een ingebouwde speler aanwezig voor fysieke optische schijven.
In november 2023 zijn beide uitvoeringen vervangen door een Slim-versie.
| Naam                               | Modelnummer | Datum uitgave    | Opmerking                       |
| ---------------------------------- | ----------- | ---------------- | ------------------------------- |
| PlayStation 5                      | CFI-1016A   | 12 november 2020 | Eerste versie                   |
| PlayStation 5                      | CFI-1116A   | augustus 2021    | Hardwarerevisie                 |
| PlayStation 5                      | CFI-1216A   | augustus 2022    | Hardwarerevisie                 |
| PlayStation 5 Digital Edition      | CFI-1016B   | 12 november 2020 | Eerste versie                   |
| PlayStation 5 Digital Edition      | CFI-1116B   | augustus 2021    | Hardwarerevisie                 |
| PlayStation 5 Digital Edition      | CFI-1216B   | augustus 2022    | Hardwarerevisie                 |
| PlayStation 5 Slim                 | CFI-2016A   | november 2023    | Vervangt voorgaande modellen    |
| PlayStation 5 Digital Edition Slim | CFI-2016B   | november 2023    | Vervangt voorgaande modellen    |
| PlayStation 5 Pro                  | CFI-7021    | 7 november 2024  | Grafisch krachtigere uitvoering |

## PlayStation 5 Pro

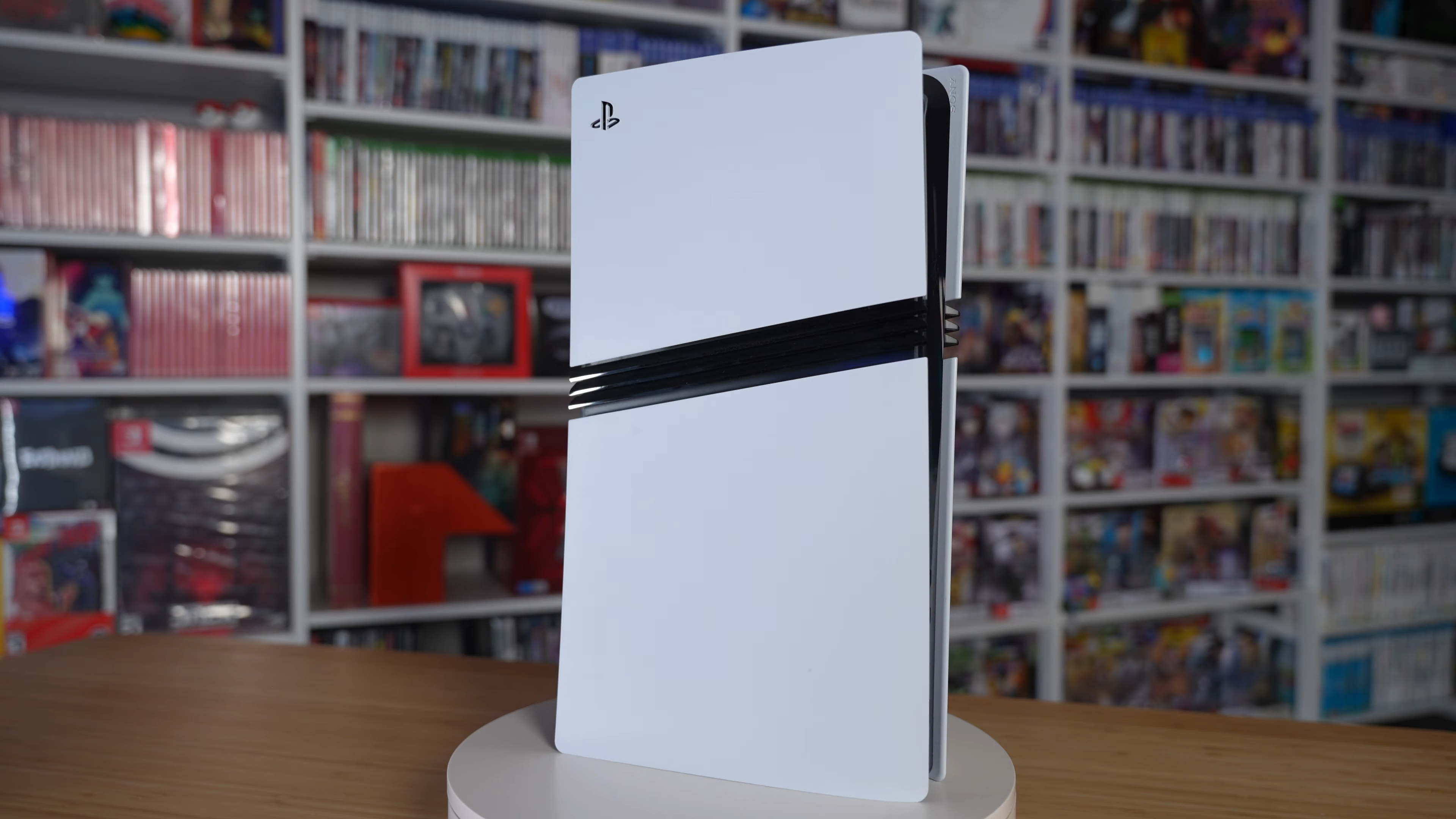
PlayStation 5 Pro

Sony bracht de PlayStation 5 Pro uit op 7 november 2024. Dit is een uitvoering van de PlayStation 5 met een grafische processor die 45% sneller is dan de reguliere PS5, AI-technologie voor het opschalen van beeld, en raytracing die twee keer zo snel is. Hierdoor ondersteunt de PS5 Pro 4K- en 8K-resoluties. Om hier optimaal gebruik van te maken is een 4K- of 8K-televisie met ondersteuning voor HDMI 2.1, variabele vernieuwingsfrequentie, HDR10 en 120 Hz nodig.
Ontvangst van de PlayStation 5 Pro verliep gemengd. Het was een van de duurste spelconsoles op de markt en de op een na duurste PlayStation. In recensies lag vooral de nadruk op de hoge prijs, marginale verbeteringen en wisselende resultaten. Hierdoor zou de spelcomputer alleen meerwaarde bieden voor veeleisende spelers met een 4K-televisie.

## Games
Elke PlayStation 5 bevat het voorgeïnstalleerde spel Astro's Playroom, dat dient als demonstratie van de DualSense-controller. De spellen bevatten geen regioslot. Tijdens een presentie in maart 2020 werd aangegeven dat de PlayStation 5 achterwaarts compatibel is met eerdere PlayStation-spellen.
Spider-Man 2 werd met 5 miljoen exemplaren het bestverkochte spel voor de PS5.

### Lanceertitels
De volgende computerspellen zijn verschenen tijdens de release van de PlayStation 5:
- Assassin's Creed Valhalla
- Astro's Playroom
- Bugsnax
- Call of Duty: Black Ops Cold War
- Call of Duty: Warzone
- Dauntless
- Dead by Daylight
- Demon's Souls (remake)
- Destiny 2
- Devil May Cry 5: Special Edition
- Dirt 5
- FIFA 21
- Fortnite
- Godfall
- Hyper Scape
- NBA 2K21
- Madden NFL 21
- Maneater
- Observer: System Redux
- Overcooked! All You Can Eat
- Sackboy: A Big Adventure
- Spider-Man: Miles Morales
- The Pathless
- Warhammer: Chaosbane (Slayer Edition)
- Watch Dogs: Legion

## Verkoop
De PlayStation 5 werd op 12 november 2020 gelanceerd in onder meer Noord-Amerika, Japan, Australië en Nieuw-Zeeland, en op 19 november in Europa, waaronder Nederland en België. In aanloop naar de lancering communiceerde Sony dat retail activiteiten aangepast zouden worden vanwege COVID-19-maatregelen en dat de beschikbaarheid beperkt kon zijn.
Sony rapporteerde in zijn fiscale derde kwartaal van 2020 (eindigend op 31 december 2020) dat er 4,5 miljoen PS5-consoles waren verscheept. Per 31 maart 2021 stond de teller op 7,8 miljoen verschepingen sinds de lancering. Op 28 juli 2021 maakte Sony bekend dat er 10 miljoen consoles daadwerkelijk door consumenten waren gekocht (sold-through).
In mei 2022 kondigde Sony aan dat de 20 miljoenste PS5 aan een consument was verkocht. In juli 2023 werd de mijlpaal van 40 miljoen verkochte exemplaren bereikt. In december 2023 volgde de aankondiging dat wereldwijd meer dan 50 miljoen PS5-systemen waren verkocht aan consumenten.
Volgens Sony’s kwartaalcijfers waren er per 30 september 2024 in totaal 65,5 miljoen consoles verscheept. In het eerste kwartaal van boekjaar 2025 (eindigend op 30 juni 2025) liep dat op tot 80,3 miljoen verscheepte toestellen (+2,5 miljoen in het kwartaal). Externe berichtgeving duidde dat de PS5 hiermee het verkooptempo van de PlayStation 4 benadert en aanzienlijk beter presteert dan concurrerende consoles. Hiermee behoort de PlayStation 5 tot de snelst verkopende spelcomputers uit de geschiedenis.